# Мерилуото, Айла
А́йла Ма́рьятта Ме́рилуото-Па́акканен (фин. Aila Marjatta Meriluoto-Paakkanen; 10 января 1924, Пиексямяки, Финляндия — 21 октября 2019) — финская поэтесса, писательница, переводчица; представитель «финских модернистов». Принадлежит к поэтам, которые стали выразителями послевоенных настроений и переживаний финской нации.

## Биография
Получила домашнее образование, которым занимались её родители-профессора — Каарло Мерилуото и Гильи Керппола.
В 1946 году, когда Мерилуото было 22 года, вышел первый сборник стихов поэтессы, Lasimaalaus («Витраж»), который привлёк внимание литературных кругов Финляндии; молодой поэтессе он принёс «славу самой яркой представительницы нового послевоенного поколения молодых литераторов».
Всего вышло 14 поэтических сборников, причём три из них в 2000-х годах, после многолетнего перерыва. Автор ряда произведений для детей, воспоминаний о муже Лаури Войта, с 1970-х годов писала также романы. Занималась также переводами на финский язык — переводила, в частности, Гёте, Шекспира и Рильке.
Популярна среди современной финской молодежи. Хорошо известна в США благодаря качественным переводам её произведений на английский язык.
Трижды лауреат Государственной премии Финляндии в области литературы (1947, 1953, 1959). В 1962 году была награждена высшей государственной наградой Финляндии для деятелей искусств Pro Finlandia.

## Семья
В 1948 году вышла замуж за финского поэта и писателя Лаури Виита (1916—1965), в браке родилось четверо детей. После развода в 1956 году она переехала в Швецию. В 1974 году вернулась в Финляндию, после чего написала биографию своего бывшего мужа.
В 1979 году вышла замуж за профессора Йоуко Паакканена (1928—2004)

## Образ Мерилуото в искусстве
Некоторые события совместной жизни Мерилуото и Виита легли в основу художественного фильма Putoavia enkeleitä («Падающие ангелы», 2008). В роли Мерилуото в этом фильме снималась Элина Книхтиля; за эту роль она получила премию «Юсси» — финскую национальную премию в области кинематографии.

## Произведения

### Стихи
- Lasimaalaus, WSOY 1946
- Sairas tyttö tanssii, WSOY 1952
- Pahat unet, WSOY 1958
- Portaat, WSOY 1961
- Asumattomiin, WSOY 1963
- Tuoddaris, WSOY 1965
- Silmämitta, WSOY 1969
- Elämästä, WSOY 1972
- Varokaa putoilevia enkeleitä, WSOY 1977
- Talvikaupunki, WSOY 1980
- Ruusujen sota, WSOY 1988
- Kimeä metsä, WSOY 2002
- Kootut runot, WSOY 2004
- Miehen muotoinen aukko, WSOY 2005
- Tämä täyteys, 2011

### Биографические произведения
- Lauri Viita, WSOY 1974
- Lasimaalauksen läpiWSOY 1986
- Vaarallista kokea. Päiväkirja vuosilta 1953—1975, WSOY 1996
- Mekko meni taululle, WSOY 2001

### Романы
- Peter-Peter («Петер-Петер»), WSOY 1971
- Kotimaa kuin mies («Дома, где муж»), WSOY 1977
- Sisar vesi, veli tuli («Сестра-вода, брат-огонь»), WSOY 1979

### Детская и подростковая литература
- Pommorommo («Поммороммо»), WSOY 1956
- Ateljee Katariina («Ателье Катарина»), WSOY 1965
- Meidän linna («Наша крепость»), WSOY 1968
- Vihreä tukka («Зелёные волосы»), WSOY 1982